# Salmo 135

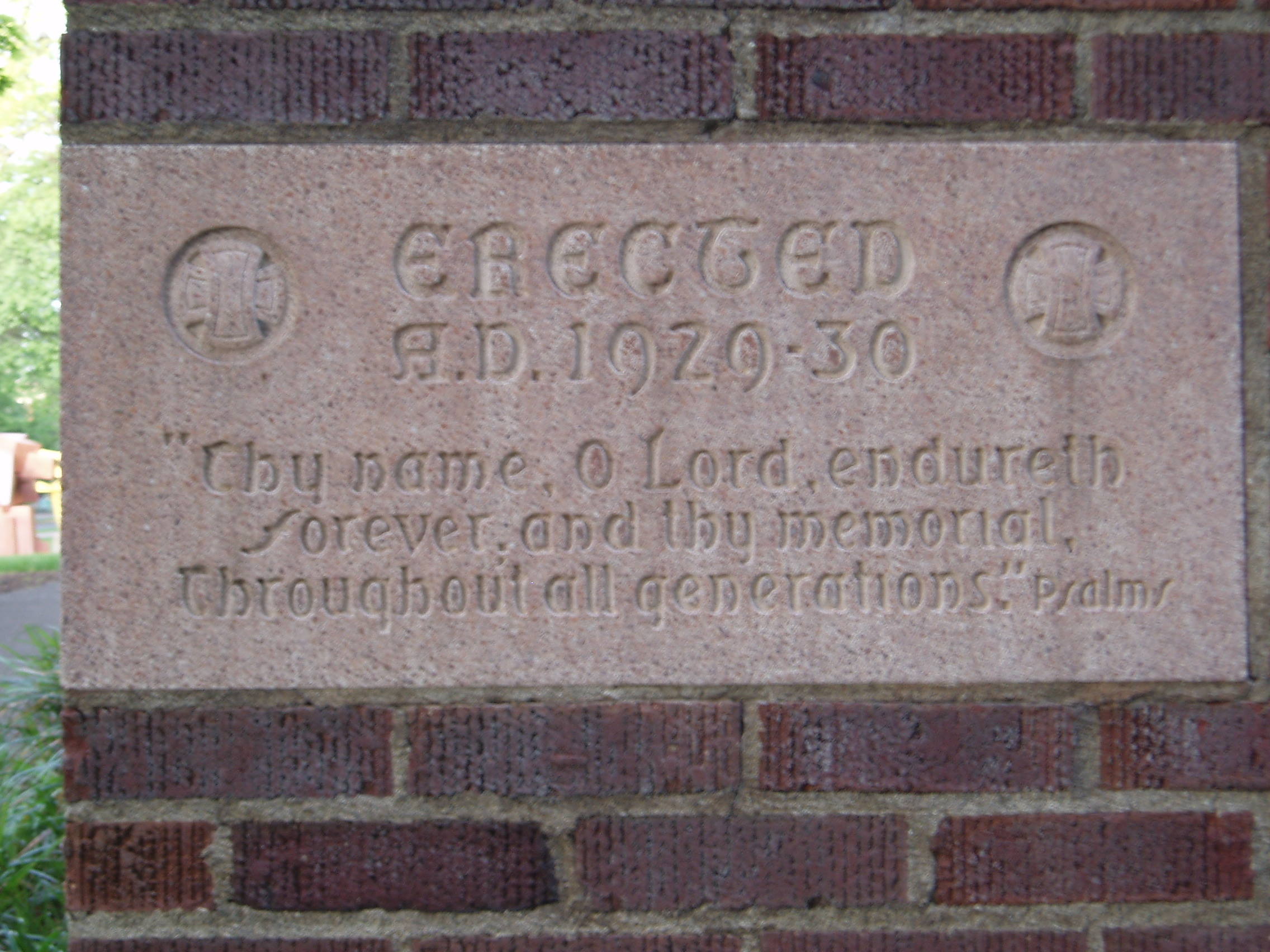
Versículo 13 en una piedra angular del Museo de Arte de la Universidad de Oregón

El Salmo 135 es el salmo 135 del Libro de los Salmos, que forma parte de la Tanakh (Biblia en hebreo) y del Antiguo Testamento cristiano, y que comienza en inglés en la versión King James: «Alabad al Señor». En el sistema de numeración ligeramente diferente de las versiones griega Septuaginta y latina Vulgata de la Biblia, este salmo es el «Salmo 134». Su título en latín es «Laudate nomen Domini».
El salmo forma parte habitual de las liturgias judía, católica, luterana, anglicana y otras liturgias protestantes. Se ha puesto música.

## Texto bíblico
La siguiente tabla muestra el texto en hebreo del Salmo con vocales, junto con el texto en griego koiné de la Septuaginta y la traducción al español de la Biblia del Rey Jacobo. Tenga en cuenta que el significado puede diferir ligeramente entre estas versiones, ya que la Septuaginta y el texto masorético provienen de tradiciones textuales diferentes. En la Septuaginta, este salmo está numerado como Salmo 134.
| #  | Hebreo                                                  | Español | Griego |
| -- | ------------------------------------------------------- | --- | --- |
| 1  | הַ֥לְלוּ־יָ֨הּ ׀ הַֽ֭לְלוּ אֶת־שֵׁ֣ם יְהֹוָ֑ה הַֽ֝לְל֗וּ עַבְדֵ֥י יְהֹוָֽה׃               | Alabad al Señor. Alabad el nombre del Señor; alabadle, siervos del Señor.                                                 | ᾿Αλληλούΐα. - ΑΙΝΕΙΤΕ τὸ ὄνομα Κυρίου, αἰνεῖτε, δοῦλοι, Κύριον,                                                 |
| 2  | שֶׁ֣֭עֹמְדִים בְּבֵ֣ית יְהֹוָ֑ה בְּ֝חַצְר֗וֹת בֵּ֣ית אֱלֹהֵֽינוּ׃                     | Vosotros que estáis en la casa del Señor, en los atrios de la casa de nuestro Dios,                                       | οἱ ἑστῶτες ἐν οἴκῳ Κυρίου, ἐν αὐλαῖς οἴκου Θεοῦ ἡμῶν.                                                           |
| 3  | הַֽלְלוּ־יָ֭הּ כִּֽי־ט֣וֹב יְהֹוָ֑ה זַמְּר֥וּ לִ֝שְׁמ֗וֹ כִּ֣י נָעִֽים׃                  | Alabad al Señor, porque el Señor es bueno; cantad alabanzas a su nombre, porque es agradable.                             | αἰνεῖτε τὸν Κύριον, ὅτι ἀγαθὸς Κύριος· ψάλατε τῷ ὀνόματι αὐτοῦ, ὅτι καλόν·                                      |
| 4  | כִּֽי־יַעֲקֹ֗ב בָּחַ֣ר ל֣וֹ יָ֑הּ יִ֝שְׂרָאֵ֗ל לִסְגֻלָּתֽוֹ׃                         | Porque el Señor ha escogido a Jacob para sí, y a Israel como su tesoro preciado.                                          | ὅτι τὸν ᾿Ιακὼβ ἐξελέξατο ἑαυτῷ ὁ Κύριος, ᾿Ισραὴλ εἰς περιουσιασμὸν ἑαυτῷ.                                       |
| 5  | כִּ֤י אֲנִ֣י יָ֭דַעְתִּי כִּֽי־גָד֣וֹל יְהֹוָ֑ה וַ֝אֲדֹנֵ֗ינוּ מִכׇּל־אֱלֹהִֽים׃            | Porque yo sé que el Señor es grande, y que nuestro Señor es sobre todos los dioses.                                       | ὅτι ἐγὼ ἔγνωκα ὅτι μέγας ὁ Κύριος, καὶ ὁ Κύριος ἡμῶν παρὰ πάντας τοὺς θεούς.                                    |
| 6  | כֹּ֤ל אֲשֶׁר־חָפֵ֥ץ יְהֹוָ֗ה עָ֫שָׂ֥ה בַּשָּׁמַ֥יִם וּבָאָ֑רֶץ בַּ֝יַּמִּ֗ים וְכׇל־תְּהֹמֽוֹת׃        | Todo lo que el Señor quiso, lo hizo en los cielos y en la tierra, en los mares y en todos los lugares profundos.          | πάντα, ὅσα ἠθέλησεν ὁ Κύριος ἐποίησεν ἐν τῷ οὐρανῷ καὶ ἐν τῇ γῇ, ἐν ταῖς θαλάσσαις καὶ ἐν πάσαις ταῖς ἀβύσσοις· |
| 7  | מַעֲלֶ֣ה נְשִׂאִים֮ מִקְצֵ֢ה הָ֫אָ֥רֶץ בְּרָקִ֣ים לַמָּטָ֣ר עָשָׂ֑ה מֽוֹצֵא־ר֝֗וּחַ מֵאֽוֹצְרוֹתָֽיו׃ | Él hace subir los vapores de los confines de la tierra; produce relámpagos para la lluvia; saca el viento de sus tesoros. | ἀνάγων νεφέλας ἐξ ἐσχάτου τῆς γῆς, ἀστραπὰς εἰς ὑετὸν ἐποίησεν· ὁ ἐξάγων ἀνέμους ἐκ θησαυρῶν αὐτοῦ,             |
| 8  | שֶׁ֭הִכָּה בְּכוֹרֵ֣י מִצְרָ֑יִם מֵ֝אָדָ֗ם עַד־בְּהֵמָֽה׃                          | Quien hirió a los primogénitos de Egipto, tanto de hombres como de animales.                                              | ὃς ἐπάταξε τὰ πρωτότοκα Αἰγύπτου ἀπὸ ἀνθρώπου ἕως κτήνους.                                                      |
| 9  | שָׁלַ֤ח ׀ אוֹתֹ֣ת וּ֭מֹפְתִים בְּתוֹכֵ֣כִי מִצְרָ֑יִם בְּ֝פַרְעֹ֗ה וּבְכׇל־עֲבָדָֽיו׃        | Quien envió señales y prodigios en medio de ti, oh Egipto, sobre Faraón y sobre todos sus siervos.                        | ἐξαπέστειλε σημεῖα καὶ τέρατα ἐν μέσῳ σου, Αἴγυπτε, ἐν Φαραὼ καὶ ἐν πᾶσι τοῖς δούλοις αὐτοῦ.                    |
| 10 | שֶׁ֭הִכָּה גּוֹיִ֣ם רַבִּ֑ים וְ֝הָרַ֗ג מְלָכִ֥ים עֲצוּמִֽים׃                       | Quien hirió a grandes naciones y mató a reyes poderosos;                                                                  | ὃς ἐπάταξεν ἔθνη πολλὰ καὶ ἀπέκτεινε βασιλεῖς κραταιούς.                                                        |
| 11 | לְסִיח֤וֹן ׀ מֶ֤לֶךְ הָאֱמֹרִ֗י וּ֭לְעוֹג מֶ֣לֶךְ הַבָּשָׁ֑ן וּ֝לְכֹ֗ל מַמְלְכ֥וֹת כְּנָֽעַן׃     | Sihón rey de los amorreos, y Og rey de Basán, y todos los reinos de Canaán:                                               | τὸν Σηὼν βασιλέα τῶν ᾿Αμορραίων καὶ τὸν ῍Ωγ βασιλέα τῆς Βασὰν καὶ πάσας τὰς βασιλείας Χαναάν,                   |
| 12 | וְנָתַ֣ן אַרְצָ֣ם נַחֲלָ֑ה נַ֝חֲלָ֗ה לְיִשְׂרָאֵ֥ל עַמּֽוֹ׃                         | Y les dio su tierra como heredad, heredad a Israel, su pueblo.                                                            | καὶ ἔδωκε τὴν γῆν αὐτῶν κληρονομίαν, κληρονομίαν ᾿Ισραὴλ λαῷ αὐτοῦ.                                             |
| 13 | יְ֭הֹוָה שִׁמְךָ֣ לְעוֹלָ֑ם יְ֝הֹוָ֗ה זִכְרְךָ֥ לְדֹר־וָדֹֽר׃                       | Tu nombre, oh Señor, permanece para siempre; y tu memoria, oh Señor, por todas las generaciones.                          | Κύριε, τὸ ὄνομά σου εἰς τὸν αἰῶνα καὶ τὸ μνημόσυνόν σου εἰς γενεὰν καὶ γενεάν.                                  |
| 14 | כִּֽי־יָדִ֣ין יְהֹוָ֣ה עַמּ֑וֹ וְעַל־עֲ֝בָדָ֗יו יִתְנֶחָֽם׃                       | Porque el Señor juzgará a su pueblo, y se arrepentirá de sus siervos.                                                     | ὅτι κρινεῖ Κύριος τὸν λαὸν αὐτοῦ καὶ ἐπὶ τοῖς δούλοις αὐτοῦ παρακληθήσεται.                                     |
| 15 | עֲצַבֵּ֣י הַ֭גּוֹיִם כֶּ֣סֶף וְזָהָ֑ב מַ֝עֲשֵׂ֗ה יְדֵ֣י אָדָֽם׃                       | Los ídolos de los paganos son plata y oro, obra de manos humanas.                                                         | τὰ εἴδωλα τῶν ἐθνῶν ἀργύριον καὶ χρυσίον, ἔργα χειρῶν ἀνθρώπων·                                                 |
| 16 | פֶּֽה־לָ֭הֶם וְלֹ֣א יְדַבֵּ֑רוּ עֵינַ֥יִם לָ֝הֶ֗ם וְלֹ֣א יִרְאֽוּ׃                    | Tienen boca, pero no hablan; tienen ojos, pero no ven;                                                                    | στόμα ἔχουσι καὶ οὐ λαλήσουσιν, ὀφθαλμοὺς ἔχουσι καὶ οὐκ ὄψονται,                                               |
| 17 | אׇזְנַ֣יִם לָ֭הֶם וְלֹ֣א יַאֲזִ֑ינוּ אַ֝֗ף אֵין־יֶשׁ־ר֥וּחַ בְּפִיהֶֽם׃               | Tienen oídos, pero no oyen; tampoco hay aliento en sus bocas.                                                             | ὦτα ἔχουσι καὶ οὐκ ἐνωτισθήσονται, οὐδὲ γάρ ἐστι πνεῦμα ἐν τῷ στόματι αὐτῶν.                                    |
| 18 | כְּ֭מוֹהֶם יִהְי֣וּ עֹשֵׂיהֶ֑ם כֹּ֖ל אֲשֶׁר־בֹּטֵ֣חַ בָּהֶֽם׃                        | Los que los hacen son como ellos, así como todos los que confían en ellos.                                                | ὅμοιοι αὐτοῖς γένοιντο οἱ ποιοῦντες αὐτὰ καὶ πάντες οἱ πεποιθότες ἐπ᾿ αὐτοῖς.                                   |
| 19 | בֵּ֣ית יִ֭שְׂרָאֵל בָּרְכ֣וּ אֶת־יְהֹוָ֑ה בֵּ֥ית אַ֝הֲרֹ֗ן בָּרְכ֥וּ אֶת־יְהֹוָֽה׃           | Bendecid al Señor, casa de Israel; bendecid al Señor, casa de Aarón.                                                      | οἶκος ᾿Ισραήλ, εὐλογήσατε τὸν Κύριον· οἶκος ᾿Ααρών, εὐλογήσατε τὸν Κύριον.                                      |
| 20 | בֵּ֣ית הַ֭לֵּוִי בָּרְכ֣וּ אֶת־יְהֹוָ֑ה יִֽרְאֵ֥י יְ֝הֹוָ֗ה בָּרְכ֥וּ אֶת־יְהֹוָֽה׃           | Bendecid al Señor, casa de Leví; bendecid al Señor, vosotros que teméis al Señor.                                         | οἶκος Λευΐ, εὐλογήσατε τὸν Κύριον· οἱ φοβούμενοι τὸν Κύριον, εὐλογήσατε τὸν Κύριον,                             |
| 21 | בָּ֘ר֤וּךְ יְהֹוָ֨ה ׀ מִצִּיּ֗וֹן שֹׁ֘כֵ֤ן יְֽרוּשָׁלָ֗͏ִם הַֽלְלוּ־יָֽהּ׃                   | Bendito sea el Señor desde Sión, que habita en Jerusalén. Alabad al Señor.                                                | εὐλογητὸς Κύριος ἐκ Σιών, ὁ κατοικῶν ῾Ιερουσαλήμ.                                                               |

### Versión Reina-Valera
1. Alabad a Jehová. Alabad el nombre de Jehová; alabadle, siervos de Jehová.
2. Los que estáis en la casa de Jehová, en los atrios de la casa de nuestro Dios,
3. alabad a Jehová; porque Jehová es bueno; cantad salmos a su nombre, porque él es benigno.
4. Porque Jehová ha escogido a Jacob para sí, a Israel por posesión suya.
5. Porque yo sé que el Señor es grande, y que nuestro Señor está por encima de todos los dioses.
6. Todo lo que el Señor quiso, lo hizo en el cielo y en la tierra, en los mares y en todos los lugares profundos.
7. Él hace que los vapores asciendan desde los confines de la tierra; hace los relámpagos para la lluvia; saca el viento de sus tesoros.
8. Que golpeó a los primogénitos de Egipto, tanto de hombres como de bestias.
9. Que envió señales y prodigios en medio de ti, oh Egipto, sobre el faraón y sobre todos sus siervos.
10. Que hirió a grandes naciones y mató a reyes poderosos;
11. A Sehón, rey de los amorreos, y a Og, rey de Basán, y a todos los reinos de Canaán:
12. Y dio su tierra en herencia, en herencia a Israel, su pueblo.
13. Tu nombre, oh Señor, permanece para siempre; y tu memorial, oh Señor, por todas las generaciones.
14. Porque el Señor juzgará a su pueblo, y se arrepentirá de sus siervos.
15. Los ídolos de los paganos son plata y oro, obra de manos de hombres.
16. Tienen boca, pero no hablan; tienen ojos, pero no ven;
17. Tienen orejas, pero no oyen; ni hay aliento en sus bocas.
18. Los que los hacen son como ellos: así es todo aquel que confía en ellos.
19. Bendecid al Señor, casa de Israel; bendecid al Señor, casa de Aarón;
20. bendecid al Señor, casa de Leví; vosotros que teméis al Señor, bendecid al Señor.
21. Bendito sea el Señor desde Sión, que habita en Jerusalén. Alabad al Señor.

## Comentarios

### De la Iglesia católica

#### A todo el salmo
Aunque las bendiciones del Salmo 134 marcan el cierre formal del grupo de los «cantos de las subidas» (Sal 120–134), el Salmo 135 actúa como una especie de epílogo o prolongación litúrgica. Comienza con la misma exhortación dirigida a los «siervos del Señor» (cf. Sal 134,1; 135,1-2), enlazando así con el tono de alabanza del salmo anterior. Sin embargo, este himno posee una estructura más desarrollada y un contenido más amplio, en forma de recapitulación teológica y litúrgica. El salmo tiene un carácter claramente antológico: muchas de sus expresiones, versículos y fórmulas están tomadas de otros salmos o de diversos pasajes del Antiguo Testamento, lo que sugiere una composición tardía, pensada expresamente para su uso en el culto del Templo. Su marco litúrgico queda subrayado por el hecho de comenzar y terminar con la aclamación «Aleluya», expresión típica de la alabanza hebrea.
El contenido se organiza en varias secciones:
- Una invitación a los sacerdotes y levitas para que alaben al Señor (vv. 1–2),
- seguida por el motivo central: la elección de Israel como pueblo de Dios (vv. 3–4).
- Se proclama después la soberanía del Señor como Creador y dueño de la naturaleza (vv. 5–7),
- y se recuerda su acción histórica liberadora en el éxodo y la conquista de la tierra prometida (vv. 8–12).
- Se exalta su Nombre eterno por su fidelidad y misericordia (vv. 13–14),
- y se contrasta su grandeza con la impotencia de los ídolos y la ceguera de sus adoradores (vv. 15–18).
- Finalmente, se renueva la invitación a bendecir al Señor, dirigida a toda la comunidad cultual: Israel, la casa de Aarón, la casa de Leví y los temerosos de Dios (vv. 19–21).

En la perspectiva cristiana, esta alabanza por la elección divina alcanza una dimensión más profunda: la Iglesia, como nuevo pueblo de Dios, es la asamblea de los elegidos, redimidos por la sangre de Cristo. San Pablo lo expresa en su carta a los Efesios: «Bendito sea el Dios y Padre de nuestro Señor Jesucristo, que nos ha bendecido… en Cristo… según nos eligió en él antes de la creación del mundo… por medio de Jesucristo» (Ef 1,3-5). Así, el himno del salmo se convierte en un canto de acción de gracias por la gracia de la redención y por la fidelidad de Dios a lo largo de la historia, ahora manifestada plenamente en Cristo.

#### A los versículos 1-18
La expresión «los que estáis en la Casa del Señor» (v. 2), traducida literalmente como «los que estáis en pie en la Casa del Señor», se refiere a los sacerdotes y levitas encargados del servicio litúrgico, que permanecen de pie como signo de disponibilidad y entrega al culto. Esta postura también indica vigilancia y reverencia ante la presencia divina. El primer motivo de alabanza se centra en la bondad del Señor, manifestada concretamente en la elección de Israel como su pueblo. Esta elección no es una abstracción, sino una realidad histórica y espiritual que funda la identidad del pueblo y su relación con Dios. A partir del versículo 5, se desarrolla ese primer motivo con la afirmación del poder universal del Señor: Él es soberano en el cielo y en la tierra, y ejerce ese poder en favor del ser humano, especialmente mediante el don de la lluvia, que simboliza la bendición, la fertilidad y el cuidado providente (vv. 5–7).
El segundo motivo de alabanza es la liberación histórica de Israel, en particular la salida de Egipto y la victoria sobre reyes enemigos (vv. 8–12). Se mencionan dos pueblos derrotados —los de Sijón y Og— como representación de todos los que se opusieron a la entrada de Israel en la tierra prometida. Esta recapitulación responde a la invitación inicial de los vv. 1–3 y muestra que el amor de Dios no fue un acto puntual, sino una acción continua que se prolonga en el presente (v. 14). Frente a este Dios vivo y actuante, se presenta el contraste con los ídolos (vv. 15–18), que son obra de manos humanas, incapaces de ver, hablar o actuar. Esta crítica —recurrente también en Sal 115,4-8— subraya la diferencia entre el Dios de Israel, que salva y acompaña a su pueblo, y los ídolos, que no tienen vida ni poder. Así, el salmo combina elementos litúrgicos, históricos y teológicos para proclamar que el Señor es digno de alabanza no solo por lo que ha hecho en el pasado, sino por su fidelidad activa y constante hacia su pueblo.

#### A los versículos 19-21
La invitación final a la alabanza en el Salmo 135 es amplia y abarcadora, dirigida a todo el pueblo de Israel, a la casa de Aarón, a la casa de Leví y a los que temen al Señor (cf. Sal 115,9-11; 118,2-4). Culmina con la propia alabanza del salmista en el versículo 21, que probablemente recoge una fórmula litúrgica usada en el Templo. Esta conclusión personaliza y sella la alabanza colectiva, cerrando el himno con una nota íntima y reverente. La expresión «el que habita en Jerusalén» conecta directamente con la presencia de Dios en el santuario, y recuerda la fórmula «el que habita en la zarza» de Deuteronomio 33,16, aludiendo a la auto-revelación divina y a su elección soberana de Israel (cf. v. 4). Esta forma de designar a Dios no solo resalta su cercanía al pueblo, sino que resume el misterio de una elección que transforma Jerusalén en signo visible de su presencia. Sin embargo, esta alabanza litúrgica no puede limitarse al ámbito del Templo. El salmo, como expresión de fe y memoria histórica, llama también a una respuesta ética. La verdadera alabanza a Dios —reconocer su bondad, su poder y su fidelidad— debe prolongarse en la vida diaria mediante una conducta justa, fiel a la alianza y coherente con la dignidad de haber sido elegido y bendecido por Él. La liturgia, por tanto, no es un fin en sí misma, sino el punto de partida para una vida transformada por la presencia y la acción del Dios vivo.
{{cita|

## Alusiones a otros salmos y pasajes del Antiguo Testamento
Cyril Rodd señala referencias al Salmo 134 en los versículos 2 y 21, a Deuteronomio 32:36 (el Cántico de Moisés) en el versículo 14, y a Éxodo 19:5 y Deuteronomio 7:6 en el versículo 4, y «una estrecha similitud» entre los versículos 15-20 y Salmo 115:4-11. El versículo 7 se refleja en Jeremías 10:13.

## Usos

### Judaísmo
- Las fiestas de Tabernáculos y de Pascua de Resurrección se han propuesto como ocasiones adecuadas para el uso de este salmo.[8]
- Este salmo se recita en su totalidad durante el Pesukei Dezimra en el Shabat, en Yom Tov, y, en muchas comunidades, en Hoshaná Rabá,[9] y en el quinto día de la Pascua en algunas tradiciones.[10]
- El versículo 13 es el quinto versículo de Yehi Kivod en Pesukei Dezimra. El versículo 4 es el decimoquinto versículo de Yehi Kivod.[11]
- El versículo 21 es el segundo versículo de Baruj Hashem LeOlam en Pesukei Dezimra y Baruj Hashem LeOlam durante Maariv.[12]

### Nuevo Testamento
- El versículo 14a se cita en Hebreos 10 Hebrews 10:30.[13]

### Iglesia ortodoxa oriental
- Junto con el Salmo 135, el Salmo 136 se utiliza en el servicio de Polyeleos, se canta en Orthros (Maitines) de un día festivo y en las vigilias. En algunas tradiciones eslavas y en el Monte Athos se lee todos los domingos en Orthros, en el Monte Athos acompañado de velas, campanas e incensarios.
- En las vigilias, acompaña la apertura de las Puertas Reales y una gran incensación de la nave por parte del sacerdote o los diáconos.

## Ajustes musicales
Heinrich Schütz compuso una paráfrasis métrica del Salmo 135 en alemán, «Lobt Gott von Herzengrunde», SWV 240, para el Salterio Becker, publicado por primera vez en 1628.